# Vareta màgica

Representació arquetípica d'una vareta màgica emprada pels il·lusionistes

La vareta màgica és un pal fi que es pot agafar amb la mà fet de fusta, ferro, pedra o metall i que s'usa per invocar la màgia, llançar encanteris o participar en rituals. Ha passat a la cultura popular com un accessori indispensable en mags, bruixots, fades i altres éssers similars. Els il·lusionistes poden usar una vareta, habitualment negra amb les puntes blanques, com a part dels seus trucs.

## Història
Les primeres mencions a les varetes màgiques daten de l'antic Egipte, on s'enterrava els difunts acompanyats de varetes protectores i altres amulets. El seu origen sembla proper al dels bastons cerimonials prehistòrics, que haurien evolucionat per acompanyar sacerdots i altres figures lligades al món espiritual i d'aquí a tot el que practiqués o busqués protecció de la màgia.
A la mitologia grega apareix en mans de Circe, que la feia servir per transformar la gent o els objectes en altres criatures. Aquest poder de metamorfosi serà una constant a les varetes màgiques posteriors, fins i tot en les de ficció, com la que porta la fada de La Ventafocs. La seva forma allargada fa que aparegui com un canal per transportar l'energia (psíquica, dels elements, magnètica...) des de qui subjecta la vareta cap a l'objecte en què es vol influir, tal com expliquen els tractats esotèrics medievals.
Apareix com un element freqüent als tractats d'alquímia i ocultisme medievals i renaixentistes. A mesura que passa el temps, adopta el simbolisme d'altres elements de forma similar, com el caduceu, la vara de pastor, la branca que derivaria en la forqueta de la radioestèsia i la daga. Així, cada vareta pren uns trets de poder propis, que a més a més es lliguen al propietari, el qual l'amaga quan no la fa servir, preservant el secret del que pot provocar.
Amb l'adveniment de la il·lustració i el racionalisme científic, desapareix com a estri comú en l'imaginari popular (excepte en els contes de fantasia), però reapareix amb el romanticisme, quan es lloa tant el passat hermètic com tot allò irracional i lligat a la natura. És també aleshores quan proliferen els il·lusionistes professionals, que incorporen la vareta als seus números, una característica que es manté en època contemporània.

## Usos
Els mags o persones que usen una vareta invoquen l'energia movent-la en cercles i apuntant cap a l'objecte o persona destinatària de l'encanteri. També poden colpejar breument aquest objectiu, en un gest que es creu que s'origina en els cops que els druides donaven als arbres en els seus rituals o bé en els bastonets amb què els bruixots de l'antigor colpejaven el tambor o tros de fusta que generava el ritme adequat per entrar en estat de trànsit. Si es vol invocar un poder relacionat amb el cel, com ara l'energia del llamp, es col·loca la vareta cap amunt i es branda com una espasa. Cada sortilegi pot tenir associats un o més moviments específics de la vareta que acompanyen les paraules màgiques i les reforcen. Quan la vareta està carregada de poder, de vegades costa de subjectar perquè vibra de manera autònoma.